# Celastrina gozora
Celastrina gozora är en fjärilsart som beskrevs av Jean Baptiste Boisduval 1870. Celastrina gozora ingår i släktet Celastrina och familjen juvelvingar. Inga underarter finns listade i Catalogue of Life.

## Bildgalleri

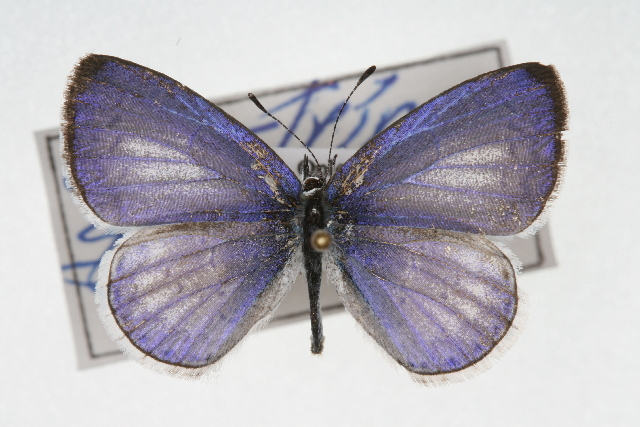